# Nccニュースウェイブ
『nccニュースウェイブ』（エヌシーシー ニュースウェイブ）は、1991年4月1日から2000年9月29日まで9年半、長崎文化放送で生放送されていた長崎県向けのローカルワイドニュース番組である。テレビ朝日発の全国ニュース『ステーションEYE』→『スーパーJチャンネル』の長崎ローカルパートに相当する。放送時間は毎週月曜 - 金曜 18:30 - 18:55（日本標準時）。

## 概要
- 『ncc 630ステーション』に替わってスタートした長崎文化放送（ncc）平日夕方6時台のローカルニュース第2号。

- 前番組と同様に長崎県内のニュースと翌日の天気予報を伝えていたほか、シリーズ企画を放送する、もしくはスポーツニュースを伝える特集コーナーも設けていた。
- 金曜日には週末のガイドコーナーを設けていた。

- 本番組は2000年秋改編に同タイトルでの放送を終了。

- 2000年10月2日から2015年3月27日までは、テレビ朝日発の『スーパーJチャンネル』とKBCテレビ発の『スーパーJチャンネル九州・沖縄』に合わせたタイトル『スーパーJチャンネルながさき』を用いている。

## 歴代メインキャスター
特記の無い人物は全員nccアナウンサー（後に離職した人物も含む）。
- 溝田浩司
- 萬京子
- 郡司真子
- 樋口徹
- 田川聡子
- 原野順子
- 大嶋真由子